# Catemaco
Catemaco é um município do estado mexicano de Veracruz. Localizado no centro da Sierra de los Tuxtlas, no extremo centro sudeste do estado, possui o Lago Catemaco um dos maiores do México, e importante atração turística da região.